# Punchline (humorserie)
Punchline var en svensk humorserie som producerades för SVT mellan 2012 och 2014. Programmet bestod av korta sketcher som var effektivt berättade för att snabbt landa i en punchline.

## Om serien
Punchline producerades av flera humorkonstellationer som framförde sketcherna som sedan klipptes ihop till ett program som visades vecka för vecka. Humorn var ofta absurd och byggde inte på aktualiteter.